# Eurovision 2019: Australia Decides
Unter dem Titel Eurovision 2019: Australia Decides fand am 9. Februar 2019 der erste australische Vorentscheid für den Eurovision Song Contest 2019 in Tel Aviv (Israel) statt. Die Sängerin  Kate Miller-Heidke gewann mit ihrem Lied Zero Gravity.

## Format

### Konzept
Bereits 2017 kündigte Delegationsleiter Paul Clarke an, einen nationalen Vorentscheid nach dem Vorbild des Melodifestivalen ausrichten zu wollen. Dazu lud er unter anderem den Produzenten des Melodifestivalen Christer Björkman nach Australien ein, um Konzepte zu erarbeiten. Am 14. Oktober 2018 stellte SBS schließlich den ersten australischen Vorentscheid vor. Am 9. Februar 2019 wurde in einer Live-Sendung mit zehn Interpreten der australische Beitrag gewählt. Einen Tag zuvor stimmte bereits die Jury in einer Jury-Show ab. Der Gewinner der Vorentscheidung wurde zu 50 % durch die Jury und zu 50 % durch die Zuschauer bestimmt werden.
Die Jury bestand aus folgenden Mitgliedern:
- Christer Björkman – Produzent des Melodifestivalen
- Fifa Riccobono – ehemaliger Geschäftsführer von Albert Music
- Milly Petriella – Künstlerischer Leiter der Australasian Performing Right Association
- Josh Martin – Chefredakteur im Bereich Unterhaltung bei SBS
- Paul Clarke – Australischer Delegationsleiter

Die Sendung fand im Gold Coast Convention Centre an der Gold Coast statt. In einem Bewerbungsverfahren setzte sich die Stadt gegen Sydney und Melbourne durch.

### Beitragswahl
Vom 14. Oktober, 8:00 Uhr bis zum 4. November 2018, 11:59 Uhr hatten Komponisten die Gelegenheit, einen Beitrag beim australischen Fernsehen SBS einzureichen. Zusätzlich hatte SBS Komponisten und Produzenten angefragt, einen Beitrag für die Sendung einzureichen.
Am 27. November 2018 gab SBS bekannt, dass sie über 700 Lieder erhalten haben. Davon wählten die Produzenten der Sendung insgesamt 20 Lieder aus, die im weiteren Verlauf auf zehn Lieder gekürzt wurden. Diese zehn Lieder wurden von Produzenten ausgearbeitet, um anschließend passende Interpreten für diese Lieder zu finden. Laut SBS sollten auch einige große Namen in Australien an der Vorentscheidung teilnehmen.
Am 2. Dezember 2018 veröffentlichte SBS die ersten vier Teilnehmer. Am 18. Dezember 2018 folgten drei weitere Teilnehmer. Am 17. Januar 2019 stellte SBS die letzten drei Teilnehmer vor.

## Finale

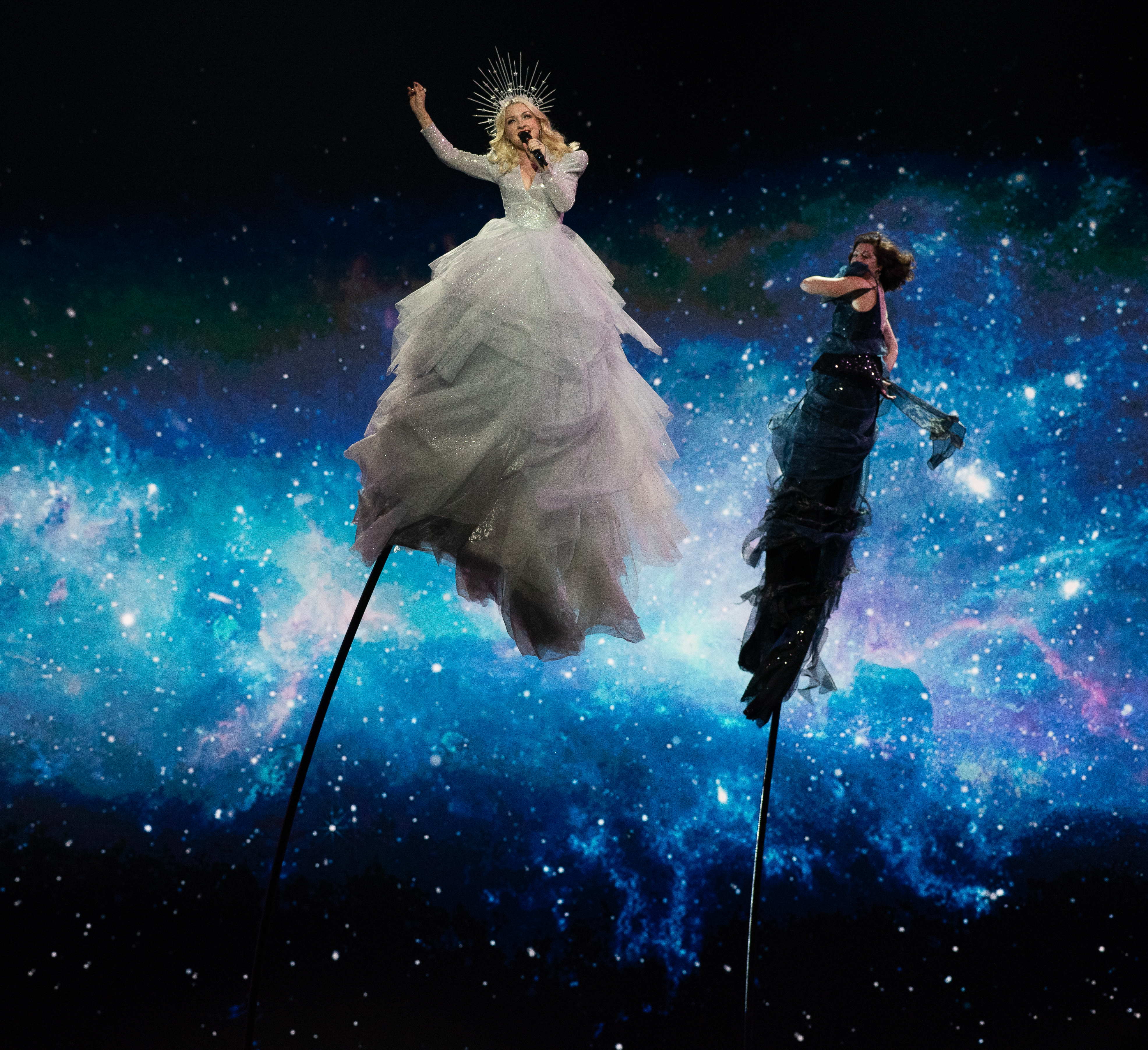
Die Gewinnerin der australischen Vorentscheidung: Kate Miller-Heidke

Die Vorentscheidung fand am 2. Februar 2019 im Gold Coast Convention Centre, Gold Coast statt. Eröffnet wurde die Sendung durch Casey Donovan, die Australiens Beitrag von 2015 Tonight Again, eigentlich gesungen von Guy Sebastian, vorstellte. Als Pausenfüller trat Dami Im mit Sound of Silence auf. Dazu stellte sie ihr Lied Dreamer vor. Außerdem trat der Komiker Matt Gilbertson auf.
Am Ende gewann Kate Miller-Heidke mit ihrem Lied Zero Gravity die erste australische Vorentscheidung.
| Platz | Startnr. | Interpret          | Lied Musik (M) und Text (T)                                                                            | Sprache                  | Übersetzung (Inoffiziell) | Punkte | Punkte    | Punkte |
| Platz | Startnr. | Interpret          | Lied Musik (M) und Text (T)                                                                            | Sprache                  | Übersetzung (Inoffiziell) | Jury   | Zuschauer | Gesamt |
| ----- | -------- | ------------------ | --- | ------------------------ | ------------------------- | ------ | --------- | ------ |
| 01.   | 09       | Kate Miller-Heidke | Zero Gravity M: Kate Miller-Heidke, Keir Nuttall, Julian Hamilton; T: Kate Miller-Heidke, Keir Nuttall | Englisch                 | Null Schwerkraft          | 48     | 87        | 135    |
| 02.   | 02       | Electric Fields    | 2000 and Whatever M/T: Michael Ross, Zaachariaha Fielding                                              | Englisch, Pitjantjatjara | 2000 und was auch immer   | 44     | 70        | 114    |
| 03.   | 07       | Sheppard           | On My Way M/T: George Sheppard, Amy Sheppard, Jay Bovino, Jon Hume                                     | Englisch                 | Auf meinem Weg            | 41     | 46        | 087    |
| 04.   | 05       | Courtney Act       | Fight for Love M/T: Danny Shah, Felicity Birt, Shane Jenek, Sky Adams                                  | Englisch                 | Für die Liebe kämpfen     | 26     | 26        | 052    |
| 05.   | 08       | Alfie Arcuri       | To Myself M/T: Alfie Arcuri, Audius Mtawarira, Séb Mont                                                | Englisch                 | Zu mir selbst             | 35     | 14        | 049    |
| 06.   | 04       | Aydan Calafiore    | Dust M/T: Aydan Calafiore, Cam Bluff, Dylan Joel                                                       | Englisch                 | Staub                     | 38     | 10        | 048    |
| 07.   | 03       | Mark Vincent       | This is not the End M/T: Isabella Kearney-Nurse, Mark Vincent, Roberto De Sa                           | Englisch                 | Das ist nicht das Ende    | 19     | 19        | 038    |
| 08.   | 10       | Tania Doko         | Piece Of Me M/T: Tania Doko, Christian Fast, Peter Mansson, James Roche                                | Englisch                 | Teil von mir              | 17     | 06        | 023    |
| 09.   | 06       | Leea Nanos         | Set Me Free M/T: Frank Dixon, Leea Nanos                                                               | Englisch                 | Befreie mich              | 10     | 11        | 021    |
| 10.   | 01       | Ella Hooper        | Data Dust M/T: Alice Chance                                                                            | Englisch                 | Datenstaub                | 12     | 06        | 018    |

## Quoten
Der australische Vorentscheid ist für SBS als Erfolg einzuschätzen. Mit einem Marktanteil von 8,5 % erzielte der Sender SBS seine beste Quote seit der Fußball-Weltmeisterschaft 2018.
| Sendung                            | Datum                | Zuschauer  | Marktanteil |
| ---------------------------------- | -------------------- | ---------- | ----------- |
| Eurovision 2019: Australia Decides | Sa., 9. Februar 2019 | 0,298 Mio. | 8,5 %       |